# West-Togoland

Lage des ehemals deutschen Gebietes Togoland innerhalb des heutigen Ghana (lila)

West-Togoland oder Westtogoland ist eine Region im Osten der Republik Ghana, welche erstmals im Mai 2017 von Separatisten für unabhängig erklärt wurde. Die Unabhängigkeitserklärung wurde jedoch weder von Ghana noch von einem anderen Mitgliedsstaat der Vereinten Nationen völkerrechtlich anerkannt. Seit 2017 ist die Region offiziell Mitglied bei der Organisation der nicht-repräsentierten Nationen und Völker (UNPO) und wird durch die Homeland Study Group Foundation vertreten.

## Geschichte

### Kolonialzeit
Auf der Berliner Kongokonferenz 1884 wurde das Gebiet zusammen mit dem heutigen Staat Togo dem deutschen Kaiserreich als Protektorat unterstellt. Nach der Niederlage des Kaiserreichs im Ersten Weltkrieg wurde die Kolonie Togoland zwischen Frankreich und dem Vereinigten Königreich aufgeteilt. Während die Gebiete des heutigen Togos an Frankreich übergingen, wurde das Gebiet West-Togoland dem Britischen Kolonialstaat Goldküste angegliedert.

### Unabhängigkeitserklärung 2017
Im Mai 2017 erklärten die Mitglieder der Homeland Study Group Foundation unter Führung von Charles Kormi Kudjordi die Unabhängigkeit von der Republik Ghana nach einem Treffen der Organisation in Ho, der größten Stadt der Region.

### Unabhängigkeitserklärung 2019
Am 16. November 2019 wurde erneut die Unabhängigkeit der Region durch die Homeland Study Group Foundation erklärt. Im September 2020 hielten bewaffnete Milizen der Western Togoland Restoration Front (WTRF) eine symbolische Zeremonie ab, bei der 500 Soldaten und Polizisten, die in den Monaten davor im Geheimen trainiert wurden, „offiziell“ in den Dienst von West-Togoland gestellt wurden. Am Tag darauf blockierten diese bewaffnete Milizen die wichtigsten Verkehrswege zwischen Ghana und der östlich gelegenen Voltaregion. Zudem attackierten sie mehrere Polizeistationen und nahmen mehrere Polizisten als Geiseln.